# Jürgen Voit
Jürgen Voit (* 29. April 1947) ist ein deutscher ehemaliger Fußballspieler, der zwischen 1969 und 1976 für die Betriebssportgemeinschaft (BSG) Sachsenring Zwickau in der DDR-Oberliga, der höchsten Liga im DDR-Fußball, spielte.

## Sportliche Laufbahn
Obwohl es bei Jürgen Voit eine Oberligavergangenheit gibt, kam er doch in seinen acht Spielzeiten in der DDR-Spitzenliga zwischen 1967 und 1975 für Sachsenring Zwickau nur zu 34 Einsätzen. In fünf Spielzeiten wurde er jeweils nur einmal aufgeboten und hatte in seiner ersten Saison 1968/68 den einzigen Einsatz über die volle Spieldauer. Im Angriff eingesetzt schoss er auch das erste seiner zwei Oberligatore. Den zweiten Treffer erzielte Voit in der Saison 1973/74. Nur in den Spielzeiten 1971/72 (neunmal in der Abwehr) und 1973/74 (siebenmal im Mittelfeld) wurde er mehrfach in Oberligaspielen eingesetzt. 
Erfolgreicher verlief Voits Karriere in der 2. Mannschaft von Sachsenring Zwickau. Dort verbrachte er zwischen 1968 und 1976 acht Spielzeiten in der zweitklassigen DDR-Liga und wurde in den 198 ausgetragenen Ligaspielen 106-mal aufgeboten. Dabei erzielte er dreizehn Tore. Seine besten Spielzeiten hatte er 1969/70 mit 23 Einsätzen und drei Toren sowie 1972/73 mit 20 Spielen und vier Toren. 
1975 wurde Sachsenring Zwickau DDR-Pokalsieger. Jürgen Voigt war an diesem Erfolg mit der Teilnahme an den Spielen der Vorrunde, des Achtel- und des Halbfinales jeweils als Einwechselspieler beteiligt.
Nach der Saison 1975/76 musste Voit seine Karriere im höherklassigen wegen mehrfacher Verletzung aufgeben. 